# Radio Star
Radio Star è il singolo d'esordio della cantautrice pop italiana L'Aura, pubblicato nell'aprile 2005 dall'etichetta discografica Sony BMG.

## Il brano
Il brano, quasi interamente in lingua inglese, è stato scritto dalla stessa L'Aura insieme a Dan Fries e prodotto da Enrique Gonzalez Müller, ed è stato estratto dall'album di debutto dell'artista, Okumuki, pubblicato nello stesso periodo. Il testo ironizza sul successo, mentre nella parte musicale del pezzo si fa largo uso del pianoforte; è stato assimilato dalla critica alla produzione di Tori Amos.
La canzone è stata inserita nella compilation dell'edizione del 2005 della nota manifestazione musicale Festivalbar.

## Il video
Per la promozione del brano è stato registrato un video, diretto da Maki Gherzi e girato a Los Angeles, che vede L'Aura camminare per le strade della città e passare per le famose stelle della Hollywood Walk of Fame.
È stato reso disponibile al pubblico nell'edizione "Dual disc" della ristampa dell'album Okumuki, contenente un DVD apposito

## Classifiche
| Classifica (2005) | Posizione |
| ----------------- | --------- |
| Italia            | 30        |